# Chaka de Bulgaria
Chaka (en búlgaro: Чака) reinó como zar de Bulgaria desde 1299 hasta 1300. La fecha de su nacimiento es desconocida.
Chaka fue el hijo del líder mongol Nogai Kan con una mujer llamada Alaka. Algún tiempo después de 1285, Chaka se casó con una hija de nombre desconocido de Jorge I Terter de Bulgaria. A fines de 1290, Chaka apoyó a su padre Nogai en una guerra contra el kan legítimo de la Horda de Oro, Toqta, pero este venció en la contienda y mató a Nogai en 1299.
Chaka huyó con los partidarios de su padre fallecido a Bulgaria, entró sin combatir en la capital merced a las maquinaciones de Teodoro Svetoslav, que logró el apoyo de parte de la nobleza y ahuyentó a Iván II que escapó de la ciudad. Chaka se hizo con el poder en Tarnovo ese mismo año de 1299. No es del todo seguro que reinara como emperador de Bulgaria o simplemente actuara como el jefe supremo de su cuñado Teodoro Svetoslav. De todos modos es aceptado como gobernante de Bulgaria por la historiografía búlgara.
Chaka pudo disfrutar durante mucho tiempo de su nueva posición de poder. Teodoro Svetoslav, que había desempeñado un papel crucial en la toma del poder por parte de Chaka, organizó una conjura en la que este fue depuesto, encarcelado y estrangulado en prisión en 1300. Su cabeza fue enviada a Toqta, que a su vez aseguró la posición de Teodoro Svetoslav como el nuevo emperador de Bulgaria, sometido a su autoridad. La Horda de Oro le permitió a Teodoro extender sus dominios y dejó de intervenir en los asuntos internos de Bulgaria que, sin embargo, quedó sometida al kan tártaro.